# Trapezicepon amicorum
Trapezicepon amicorum är en kräftdjursart som först beskrevs av Giard och Bonnier 1888B.  Trapezicepon amicorum ingår i släktet Trapezicepon och familjen Bopyridae. Inga underarter finns listade i Catalogue of Life.